# Кулиджанов, Лев Александрович
Лев Алекса́ндрович Кулиджа́нов (19 марта 1924 года, Тифлис — 17 февраля 2002 года, Москва) — советский и российский кинорежиссёр, сценарист, педагог. Первый секретарь правления СК СССР (1965—1986). Герой Социалистического Труда (1984). Народный артист СССР (1976). Лауреат Государственной премии РСФСР имени братьев Васильевых (1971) и Ленинской премии (1982).

## Биография

### Детство и юность
Лев Кулиджанов родился 19 марта 1924 года (на могильной плите значится дата 19 августа 1923 года) в Тифлисе (ныне Тбилиси, Грузия), в смешанной армянско-русской семье. Отец Александр Николаевич Кулиджанов (изначально Кулиджанян), крупный партийный работник, в ноябре 1937 года был арестован, исчез и погиб при невыясненных обстоятельствах. Мать — Екатерина Дмитриевна Кулиджанова, русская, в декабре 1937 года также была репрессирована: 24 июня 1938 её осудили и сослали на пять лет в Акмолинский исправительно-трудовой лагерь. Всё это время Лев жил с бабушкой Тамарой Николаевной.
Его юность прошла в Тбилиси, на Ленинградской улице. Рано увлёкся искусством, и прежде всего театром. В школьных самодеятельных спектаклях выступал сразу в трёх лицах — как драматург, режиссёр и актёр.
В 1942 году окончил школу и поступил в Тбилисский государственный университет на вечернее отделение, одновременно устроившись слесарем на Тбилисский инструментальный завод, выпускавший в то время стрелковое вооружение.
В свободное время посещал актёрскую школу при Госкинопроме Грузии. В это время познакомился с сестрой своего друга, студенткой первого курса сценарного факультета ВГИКа, не поехавшей в эвакуацию с институтом в Алма-Ату, а оставшейся у родственников в Тбилиси. Рассказы студентки и её увлечённость кинематографом произвели на него сильное впечатление. Он решил поступить на режиссёрский факультет.
Осенью 1943 года ВГИК вернулся из эвакуации в Москву. Студентка уехала, обещая выслать все сведения по приёму на режиссёрский факультет. В это трудное и голодное время Кулиджанов заболел воспалением лёгких (потом у него обнаружили начало очагового туберкулёза лёгких) и ушёл с завода. На очередной комиссии в военкомате его признали негодным к воинской службе. К лету 1944 года процесс в лёгких удалось остановить. Студентка выполнила своё обещание — прислала условия приёма на режиссёрский факультет. Лев собрал необходимые справки, написал заявление, выполнил работу для творческого конкурса и отправил всё в Москву, в приёмную комиссию.

В 1944 году я решил ехать поступать в ГИК. Собирала меня бабушка, Тамара Николаевна. Она была в курсе всех моих подготовительных дел, потому что я репетировал дома то, что должен был читать на вступительных экзаменах — отрывок из «Пиковой Дамы» Пушкина. Бабушка каждый раз пугалась, когда я восклицал за Германа: «Старуха!».
Жили мы бедно. Бабушка приобрела мне тёплые брюки, связала свитер из грубой шерсти. Ещё была у меня какая-то курточка и солдатские башмаки. Снарядила она мне и постель—одеяло, тюфячок и подушку. Уехал я в штанах, сшитых из джинсовой ткани, которую мне подарил мой названый дед, человек военный (тогда, ещё до своей болезни, он служил в армии). Теперь я знаю, что такое джинсовая ткань, а тогда я даже не мог определить, какая сторона — изнанка, а какая — «лицо», естественно, ошибся, и местный портняжка мне сшил джинсы наизнанку.
Ещё бабушка купила мне полмешка яблок на продажу. Почему-то считалось, что в Москве я могу их продать и таким образом заработаю себе денег на первое время. Но коммерция моя лопнула — яблоки никто не хотел покупать и в конце концов они сгнили…

### Учёба во ВГИК
Летом 1944 года почти без денег уехал в Москву. Вступительные экзамены принимали Григорий Козинцев и Лев Кулешов. Успешно сдав экзамены, приступил к занятиям. Однако полуголодное существование в неотапливаемом общежитии и отсутствие материальной поддержки серьёзно подорвали его здоровье, заставили бросить учёбу и уехать домой, куда после ссылки уже вернулась его мать. В это время он знакомится со своей будущей женой Натальей Фокиной.
В 1948 году он вновь становится студентом ВГИКа (мастерская Сергея Герасимова и Тамары Макаровой), который окончил в 1953 году. Коллеги вспоминали, что во ВГИКе он показал себя не только как режиссёр, но и как блестящий актёр. Лучшей оценкой стало предложение Герасимова: двоим студентам своего курса, Льву Кулиджанову и Эдуарду Бочарову, мэтр предложил досдать танцы и пение, чтобы они окончили институт с двумя дипломами — актёрским и режиссёрским. Оба отказались, решив, что и одного диплома будет достаточно.

### Кинотворчество
Лев Кулиджанов принадлежал к первому поколению, которое пришло в кинематограф после Великой Отечественной войны. Работал на Киностудии имени М. Горького. В 1955 году дебютировал короткометражным фильмом «Дамы» (по рассказу Чехова, совместно с Генрихом Оганесяном). Затем вместе с Яковом Сегелем снял две ленты: «Это начиналось так...» (1956) о жизни первых целинников и «Дом, в котором я живу» (1957) о судьбах жителей московского двора до и после войны. В последнем он также исполнил одну из ролей как актёр.
В этих работах проявился интерес режиссёра не только к современности, но и к образу бытования, жизни простых людей, их душевным тревогам и надеждам, обычным человеческим чувствам. Возвращение на экран близкого и понятного по своим переживаниям человека, являющегося неповторимой индивидуальностью вне зависимости от занимаемого положения в обществе, соответствовало и устремлениям самого режиссёра.
В дальнейшем работал самостоятельно. Добился в «Отчем доме» (1959) и в картине «Когда деревья были большими» (1961) редкостной душевности, лиризма, искренности, теплоты, человечности интонации в рассказе о тех, кого принято называть «маленькими людьми». Даже такая маргинальная по социальным меркам личность, как пьяница Кузьма Иорданов в исполнении Юрия Никулина, или же кроткая девушка Наташа, готовая с радостью принять его за своего отца (Инна Гулая), заслуживали истинного сочувствия и любви.
Закономерным было и обращение режиссёра к миру Достоевского, хотя его экранизация «Преступления и наказания» (1970), удостоенная Государственной премии РСФСР в 1971 году, удивляла кинематографическим экспрессионизмом, подчас жёсткостью и остротой изобразительного ряда.
Тяга к внешней выразительности и парадоксальности сопоставлений на основе реальных событий истории и запечатлённой хроники века привела режиссёра (несмотря на его общественные и партийные посты) к осложнениям при работе над документальным фильмом «Звёздная минута» (1972) о первом в мире полёте Юрия Гагарина в космос. Картина вышла на экраны лишь в 1975 году.
Стремление режиссёра очеловечить и драматизировать образы Владимира Ленина в «Синей тетради» (1964) и Карла Маркса в совместном советско-немецком телесериале «Карл Маркс. Молодые годы» (1980), удостоенном в 1982 году Ленинской премии, удалось лишь отчасти. С идеологической точки зрения он был вынужден идти на компромиссы и уступки, идеализируя эти исторические личности.
В 1962 году был одним из соавторов сценария циркового представления «Карнавал на Кубе», поставленном в Московском цирке на Цветном бульваре. Кроме того, в 1962—1963 годах Кулиджанов снимал киносюжеты для сатирического киножурнала «Фитиль».
Активно занимался преподавательской деятельностью во ВГИКе: в 1970—1995 годах вёл режиссёрскую мастерскую (профессор с 1977 года), с 1985 года заведовал кафедрой режиссуры. Кроме того, в 1962—1967 годах руководил сценарными мастерскими на Высших курсах сценаристов и режиссёров .

### Общественная деятельность
Член КПСС с 1962 года. Избирался членом ЦРК КПСС (1966—1976), кандидатом в члены ЦК КПСС (1976—1990), депутатом Совета Национальностей ВС СССР 7—11 созывов (1966—1989) от Литовской ССР. Член-корреспондент Академии искусств ГДР. Был президентом Общества культурных связей «СССР — Мексика».
В 1963—1964 годах возглавлял главное управление художественной кинематографии в Госкино СССР. В 1964 году стал председателем Оргкомитета Союза кинематографистов СССР. В 1965 году на 1-м съезде кинематографистов был избран первым секретарем Правления СК СССР и проработал на этом посту вплоть до 5-го съезда кинематографистов в 1986 году, где вместе с Сергеем Бондарчуком подвергся резкой критике.
По контрасту с буйным темпераментом предыдущего главы киносоюза Ивана Пырьева тихого Льва Кулиджанова называли «спящим Львом». Он тихо помогал коллегам, спасал фильмы, сохранил архив Сергея Эйзенштейна. Именно Кулиджанову обязан своим появлением Музей кино, благодаря его усилиям возник Киноцентр.

### Последние годы

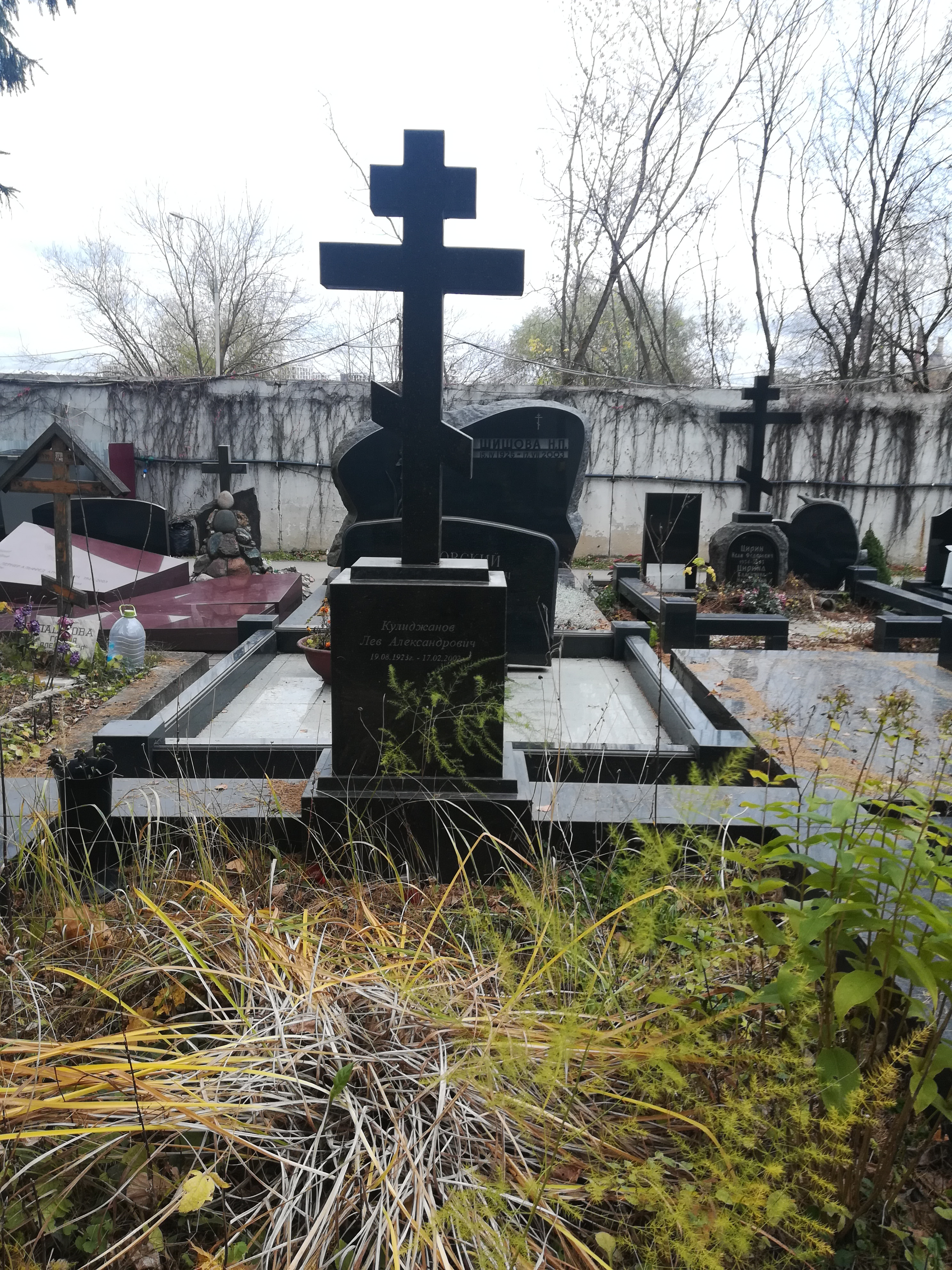
Могила Льва Кулиджанова

В 1986 году после 5-го, «революционного», съезда кинематографистов СССР, на котором его и ряд других ведущих режиссёров сместили с занимаемых постов, вышел из состава СК СССР. До 1989 года работал художественным руководителем киноэпопеи «XX век», которая была осуществлена лишь частично.
Два последних фильма Кулиджанова — «Умирать не страшно» (1991) и «Незабудки» (1994) — знаменуют для режиссёра возвращение к своей манере 1950-х годов, доверительной по отношению к индивидуальным судьбам простых людей, только более драматизированной, не обходящей вниманием губительные изломы сталинской эпохи.
Лев Александрович Кулиджанов жил и работал в Москве.
Скончался 17 февраля 2002 года (по другим источникам — 16 февраля). Похоронен в Москве на Кунцевском кладбище.
В Москве по адресу Протопоповский переулок, дом 8, где в 1975—2002 годах жил режиссёр, установлена мемориальная доска.

## Семья
- Супруга — Фокина Наталья Анатольевна (1927—2023), кинодраматург, доцент кафедры кинодраматургии ВГИКа.
  - Сын — Александр (1 января 1950 — 10 декабря 2018), кинооператор.
  - Сын — Сергей (род. 1957), кандидат исторических наук.

## Фильмография

### Режиссёр
- 1955 — Дамы (совместно с Г. Б. Оганесяном)
- 1956 — Это начиналось так… (совместно с Я. А. Сегелем)
- 1957 — Дом, в котором я живу (совместно с Я. А. Сегелем)
- 1959 — Отчий дом
- 1960 — Потерянная фотография
- 1961 — Когда деревья были большими
- 1962 — Фитиль (фильм № 1 «Задача», фильм № 3 «Накрыли», фильм № 5 «Мокрое место») (совм. с И. С. Магитоном)
- 1963 — Фитиль (фильм № 8 «Изолированная ведьма») (совм. с И. С. Магитоном)
- 1963 — Синяя тетрадь
- 1969 — Преступление и наказание
- 1974 — Звёздная минута (документальный) (совм. с А. А. Пелешяном)
- 1975 — Родимый край
- 1980 — Карл Маркс. Молодые годы (СССР, ГДР)
- 1986 — Осенняя встреча
- 1990 — Домик у околицы
- 1991 — Умирать не страшно
- 1994 — Незабудки

### Сценарист
- 1955 — Дамы (совм. с Г. Б. Оганесяном)
- 1956 — Это начиналось так… (совм. с Я. А. Сегелем и С. Е. Гарбузовым)
- 1962 — Фитиль (фильм № 5 «Мокрое место») (совм. с И. С. Магитоном)
- 1963 — Синяя тетрадь
- 1969 — Преступление и наказание (совм. с Н. Н. Фигуровским)
- 1974 — Звёздная минута (документальный) (совм. с А. Е. Новогрудским, С. С. Зениным, Я. К. Головановым)
- 1980 — Карл Маркс. Молодые годы (СССР/ГДР) (совм. с А. Б. Гребнёвым, Б. Т. Добродеевым)
- 1986 — Осенняя встреча
- 1987 — Риск (документальный)

### Актёр
- 1957 — Дом, в котором я живу — Вадим Николаевич Волынский, отец Гали

### Персонаж
- 1997 — Лев и Александра (документальный, телевизионный, Россия)

### Участие в фильмах
- 1979 — ВГИК: Педагоги и студенты говорят о профессии (документальный)
- 1985 — Алов (документальный)
- 1989 — В поисках правды (документальный)
- 1996 — Валентина Телегина (из цикла телепрограмм канала ОРТ «Чтобы помнили») (документальный)
- 1999 — Шукшин (документальный)

## Награды и звания
- Герой Социалистического Труда (с вручением ордена Ленина и медали «Серп и Молот») (16.03.1984) — за большой вклад в развитие советской киноискусства, плодотворную общественную деятельность и в связи с 60-летием
- Заслуженный деятель искусств РСФСР (12.06.1964)
- Народный артист РСФСР" (29.09.1969) — за заслуги в области советской кинематографии[15]
- Народный артист СССР (29.12.1976)
- Ленинская премия (1982) — за телефильм «Карл Маркс. Молодые годы» (1980, 7 серий) (СССР/ГДР)
- Государственная премия РСФСР имени братьев Васильевых (1971) — за фильм Преступление и наказание (1969)
- Орден Трудового Красного Знамени (18.03.1974) — за заслуги в развитии советского киноискусства и в связи с пятидесятилетием со дня рождения[16]
- Два ордена Ленина (в том числе 1984)
- Орден Октябрьской Революции
- Орден «За заслуги перед Отечеством» III степени (19.03.1999) — за выдающийся вклад в развитие киноискусства[17]
- Медали
- Ордена Венгрии и Болгарии
- Почётная грамота Правительства Российской Федерации (18.03.1999) — за заслуги перед государством в развитии отечественного кинематографа, многолетнюю плодотворную деятельность и в связи с 75-летием со дня рождения[18]
- Специальный приз Президента Российской Федерации «За выдающийся вклад в развитие российского кино» (12.06.1999)[19]
- Премия Мэрии Москвы в области литературы и искусства (в области кино) (17.08.2001)[20].
- Всесоюзный кинофестиваль в Москве (Особая премия, фильм «Дом, в котором я живу», 1958)
- Всемирная выставка в Брюсселе (Премия за лучшую постановку, Премия Генерального комиссариата секции ООН, фильм «Дом, в котором я живу», 1958)
- Международный кинофестиваль трудящихся в ЧССР (Премия, фильм «Отчий дом», 1959)
- Всесоюзный кинофестиваль в Минске (Вторая премия, фильм «Отчий дом», 1960)
- Всесоюзный фестиваль телевизионных фильмов (Большой приз, телефильм «Карл Маркс. Молодые годы», 1982)
- Кинофестиваль «Окно в Европу» в Выборге (Специальный приз жюри, фильм «Незабудки», 1994)
- Х Открытый российский кинофестиваль «Кинотавр» в Сочи (Приз Президента Российской Федерации «За выдающийся вклад в развитие российского кино», 1999)
- Почётный гражданин Тбилиси (1983)